# Chris McAlpine
Christopher Walter "Chris" McAlpine, född 1 december 1971, är en amerikansk före detta professionell ishockeyback som tillbringade åtta säsonger i den nordamerikanska ishockeyligan National Hockey League (NHL), där han spelade för ishockeyorganisationerna New Jersey Devils, St. Louis Blues, Tampa Bay Lightning, Atlanta Thrashers, Chicago Blackhawks och Los Angeles Kings. Han producerade 30 poäng (sex mål och 24 assists) samt drog på sig 245 utvisningsminuter på 289 grundspelsmatcher. McAlpine spelade även för Albany River Rats, Worcester Icecats, Norfolk Admirals, Manchester Monarchs och Cincinnati Mighty Ducks i American Hockey League (AHL), Detroit Vipers i International Hockey League (IHL) och Minnesota Golden Gophers i National Collegiate Athletic Association (NCAA).
Han draftades av New Jersey Devils i sjunde rundan i 1990 års draft som 137:e spelare totalt, som han vann Stanley Cup med för säsongen 1994–1995.
Efter den aktiva spelarkarriären arbetar McAlpine som spelaragent.

## Statistik
| Källa: Utv = Utvisningsminuter | Källa: Utv = Utvisningsminuter | Källa: Utv = Utvisningsminuter |             | Grundserie  | Grundserie  | Grundserie  | Grundserie  | Grundserie  |             | Slutspel    | Slutspel    | Slutspel    | Slutspel    | Slutspel    |
| Säsong                         | Lag                            | Liga                           | Matcher     | Mål         | Assists     | Poäng       | Utv         | Matcher     | Mål         | Assists     | Poäng       | Utv         |             |             |
| ------------------------------ | ------------------------------ | ------------------------------ | ----------- | ----------- | ----------- | ----------- | ----------- | ----------- | ----------- | ----------- | ----------- | ----------- | ----------- | ----------- |
| 1989–1990                      | Roseville Raiders              |                                | 25          | 15          | 13          | 28          | —           | —           | —           | —           | —           | —           |             |             |
| 1990–1991                      | Minnesota Golden Gophers       | NCAA                           | 38          | 7           | 9           | 16          | 112         | —           | —           | —           | —           | —           |             |             |
| 1991–1992                      | Minnesota Golden Gophers       | NCAA                           | 39          | 3           | 9           | 12          | 126         | —           | —           | —           | —           | —           |             |             |
| 1992–1993                      | Minnesota Golden Gophers       | NCAA                           | 41          | 14          | 9           | 23          | 84          | —           | —           | —           | —           | —           |             |             |
| 1993–1994                      | Minnesota Golden Gophers       | NCAA                           | 36          | 12          | 18          | 30          | 121         | —           | —           | —           | —           | —           |             |             |
| 1994–1995                      | New Jersey Devils              | NHL                            | 24          | 0           | 3           | 3           | 17          | —           | —           | —           | —           | —           |             |             |
|                                | Albany River Rats              | AHL                            | 48          | 4           | 18          | 22          | 49          | —           | —           | —           | —           | —           |             |             |
| 1995–1996                      | Albany River Rats              | AHL                            | 57          | 5           | 14          | 19          | 72          | 4           | 0           | 0           | 0           | 13          |             |             |
| 1996–1997                      | St. Louis Blues                | NHL                            | 15          | 0           | 0           | 0           | 24          | 4           | 0           | 1           | 1           | 0           |             |             |
|                                | Albany River Rats              | AHL                            | 44          | 1           | 9           | 10          | 48          | —           | —           | —           | —           | —           |             |             |
| 1997–1998                      | St. Louis Blues                | NHL                            | 54          | 3           | 7           | 10          | 36          | 10          | 0           | 0           | 0           | 16          |             |             |
| 1998–1999                      | St. Louis Blues                | NHL                            | 51          | 1           | 1           | 2           | 50          | 13          | 0           | 0           | 0           | 2           |             |             |
| 1999–2000                      | St. Louis Blues                | NHL                            | 21          | 1           | 1           | 2           | 14          | —           | —           | —           | —           | —           |             |             |
|                                | Worcester Icecats              | AHL                            | 10          | 1           | 4           | 5           | 4           | —           | —           | —           | —           | —           |             |             |
|                                | Tampa Bay Lightning            | NHL                            | 10          | 1           | 1           | 2           | 10          | —           | —           | —           | —           | —           |             |             |
|                                | Detroit Vipers                 | IHL                            | 8           | 0           | 0           | 0           | 6           | —           | —           | —           | —           | —           |             |             |
|                                | Atlanta Thrashers              | NHL                            | 3           | 0           | 0           | 0           | 2           | —           | —           | —           | —           | —           |             |             |
| 2000–2001                      | Chicago Blackhawks             | NHL                            | 50          | 0           | 6           | 6           | 32          | —           | —           | —           | —           | —           |             |             |
|                                | Norfolk Admirals               | AHL                            | 13          | 4           | 7           | 11          | 6           | —           | —           | —           | —           | —           |             |             |
| 2001–2002                      | Chicago Blackhawks             | NHL                            | 40          | 0           | 3           | 3           | 36          | 1           | 0           | 0           | 0           | 0           |             |             |
|                                | Norfolk Admirals               | AHL                            | 8           | 0           | 4           | 4           | 4           | —           | —           | —           | —           | —           |             |             |
| 2002–2003                      | Los Angeles Kings              | NHL                            | 21          | 0           | 2           | 2           | 24          | —           | —           | —           | —           | —           |             |             |
|                                | Manchester Monarchs            | AHL                            | 3           | 0           | 0           | 0           | 0           | —           | —           | —           | —           | —           |             |             |
| 2003–2004                      | Spelade ej.                    | Spelade ej.                    | Spelade ej. | Spelade ej. | Spelade ej. | Spelade ej. | Spelade ej. | Spelade ej. | Spelade ej. | Spelade ej. | Spelade ej. | Spelade ej. | Spelade ej. | Spelade ej. |
| 2004–2005                      | Cincinnati Mighty Ducks        | AHL                            | 14          | 1           | 0           | 1           | 18          | 10          | 0           | 1           | 1           | 6           |             |             |
| NHL totalt                     | NHL totalt                     | NHL totalt                     | 289         | 6           | 24          | 30          | 245         | 28          | 0           | 1           | 1           | 18          |             |             |
| AHL totalt                     | AHL totalt                     | AHL totalt                     | 197         | 16          | 56          | 72          | 201         | 14          | 0           | 1           | 1           | 19          |             |             |
| NCAA totalt                    | NCAA totalt                    | NCAA totalt                    | 154         | 36          | 45          | 81          | 443         | —           | —           | —           | —           | —           |             |             |